# James Morrison (político)
James Morrison es un diplomático y político británico que ocupa el puesto de jefe del gabinete de la Alta Representante de la Unión para Asuntos Exteriores y Política de Seguridad (AR) de la Unión Europea.

## Trayectoria política
Morrison dio sus primeros pasos profesionales en su Administración nacional, en la dirección sectorial de nacionalidad e inmigración del Home Office de Londres (Ministerio del Interior en Reino Unido). Ya en 1991, Morrison dio el paso al servicio exterior británico (Foreign and Commonwealth Office), reclutado para el área de emergencia humanitaria y crímenes de guerra. Posteriormente fue destinado a la Representación Permanente del Reino Unido en la Unión Europea, donde asumió la coordinación de los asuntos relacionados con la ayuda humanitaria y el comercio, y donde permaneció hasta 1998, cuando fue requerido por Londres para colaborar en las tareas de preparación de la presidencia británica del Consejo de la Unión Europea. Allí permanecerá posteriormente como portavoz en el Foreign Office (FO) y, a continuación, como asistente principal de dos Ministros para Europa del Gabinete Blair. De allí ascendió a jefe-coordinador del área PESC en el FO, hasta que con ocasión de la segunda presidencia británica del Consejo de la UE del Gobierno Blair, en 2005, volvió a Bruselas para coordinar in situ el equipo "comercio y relaciones con Asia" de la Presidencia.
Tras un breve paso como docente por el Business School de Ashridge, Morrison regresó a la capital comunitaria, donde permanecería desde entonces, como Jefe de Gabinete de la nueva Comisaria europea de Comercio nombrada en sustitución de Peter Mandelson, la baronesa laborista Catherine Ashton de Upholland. Cuando, en el Consejo Europeo extraordinario de noviembre de 2009, laidy Ashton fue designada como la primera AR/Vicepresidenta de la Comisión según las disposiciones del Tratado de Lisboa, James Morrison se mantuvo, accediendo a un puesto de mayor relevancia, como Jefe de Gabinete de la nueva AR, con la tarea de pilotar la puesta en marcha del nuevo Servicio Europeo de Acción Exterior.